# Labarthe (Gers)
Labarthe è un comune francese di 175 abitanti situato nel dipartimento del Gers nella regione dell'Occitania.

## Società

### Evoluzione demografica
Abitanti censiti